# Nemesia vallejerensis
Espèce
Nemesia vallejerensis est une espèce d'araignées mygalomorphes de la famille des Nemesiidae.

## Distribution
Cette espèce est endémique de Castille-et-León en Espagne,. Elle se rencontre vers Vallejera de Riofrío, Béjar et Salamanque.

## Description
Le mâle holotype mesure 11,8 mm et la femelle paratype 19,0 mm, les mâles mesurent de 9,5 à 11,1 mm et les femelles de 15,7 à 19,0 mm.

## Systématique et taxinomie
Cette espèce a été décrite par Luis de la Iglesia en 2024.

## Étymologie
Son nom d'espèce, composé de vallejer[a] et du suffixe latin -ensis, « qui vit dans, qui habite », lui a été donné en référence au lieu de sa découverte, Vallejera de Riofrío.

## Publication originale
- Luis de la Iglesia, 2024 : « El grupo athiasi: complejo de especies de arañas tramperas dentro del género Nemesia (Araneae, Nemesiidae) en España peninsular y descripción de tres nuevas especies. » Revista Ibérica de Aracnología, vol. 44, p. 3-38.